# Ox (musicien)
Ne pas confondre avec "The Ox", surnom de John Entwistle, le bassiste des Who
 (janvier 2019).
Si vous disposez d'ouvrages ou d'articles de référence ou si vous connaissez des sites web de qualité traitant du thème abordé ici, merci de compléter l'article en donnant les références utiles à sa vérifiabilité et en les liant à la section « Notes et références ».
Ox (de son vrai nom Samer el Nahhal), né le 11 juillet 1975 à Espoo en Finlande, était l'ancien bassiste du groupe Lordi. Il a remplacé Kalma au sein du groupe en 2005. Son costume représente un minotaure. Son père est égyptien et sa mère finlandaise. Il annonce son départ du groupe Lordi et le quitte officiellement le 24 août 2019 après 14 ans de carrière. Il se fera remplacer par Hiisi.

## Biographie
Son nom de scène peut faire référence au bassiste de The Who, John Entwistle, lui-même surnommé « The Ox ».
Selon une interview de Ox et Amen parue dans le magazine Crypt'O'Goth, il se serait également inspiré du personnage de Goscinny et Uderzo, Obelix, pour nommer son personnage, mais « Ox » signifie aussi « bœuf » en finnois, ce qui est une autre explication de son nom.
On le voit dans le clip de Hellcity 13 « In Love With Love ».